# Stoewer V 5

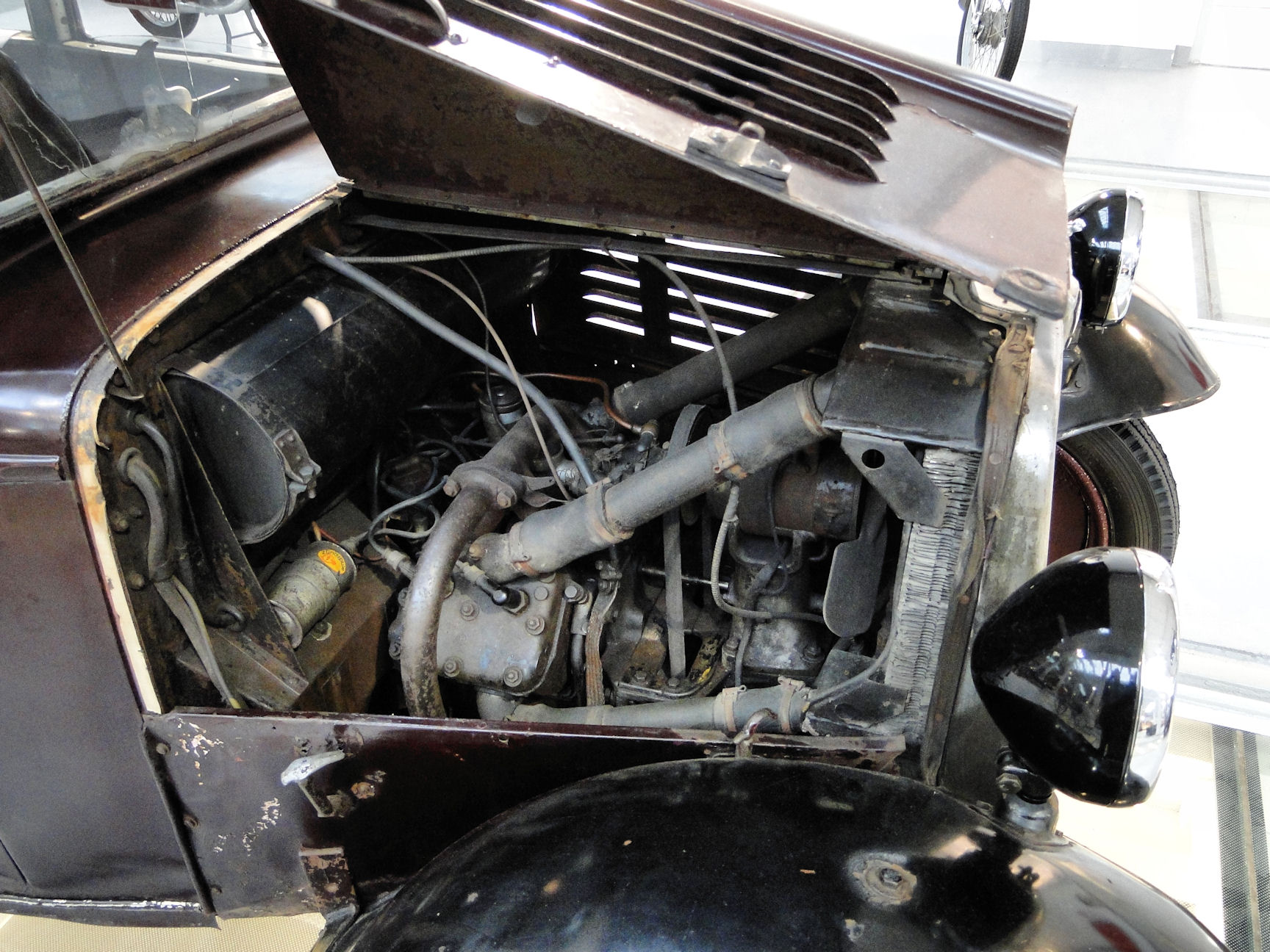
Motorraum mit Tank und Kühler

Der Stoewer V 5 ist ein Kleinwagen, den die Automobilfirma Stoewer 1931 herausbrachte. Die Weltwirtschaftskrise veranlasste die Firma, kleinere und erschwinglichere Fahrzeuge herauszubringen. Die neuen Wagen hatten Frontantrieb und Schwingachsen. Damit waren sie die ersten deutschen Serienwagen mit dieser Auslegung (noch vor dem DKW F 1).
Die Vorderräder hingen an unteren Querlenkern und waren mit einer Querblattfeder gefedert. Die Hinterräder waren ebenso aufgehängt. Das Fahrzeug hatte einen Vierzylinder-V-Motor (V4-„Seitenventiler“) mit 1,2 Litern Hubraum als Frontmotor eingebaut, der 25 PS entwickelte und über ein 3-Gang-Getriebe die Vorderräder antrieb.
Der Normalausführung wurde noch ein Sportmodell zur Seite gestellt, dessen Motor 30 PS leistete.
Bis 1932 entstanden insgesamt 2.100 Exemplare.
Da sich der V4-Motor nicht bewährt hatte, ersetzte bereits 1932 der Stoewer R 140 mit 1,4-Liter-Vierzylinder-Reihenmotor die Modelle mit V4-Motor.

## Technische Daten
| Typ                   | V 5               | V 5 Sport         |
| Bauzeitraum           | 1931–1932         | 1931–1932         |
| Aufbauten             | L2, Cb2           | Cb2, R2           |
| Motor                 | 4 Zyl. V 4 Takt   | 4 Zyl. V 4 Takt   |
| Ventile               | stehend (sv)      | stehend (sv)      |
| Bohrung × Hub         | 68 mm × 82 mm     | 68 mm × 82 mm     |
| Hubraum (cm³)         | 1188              | 1188              |
| Leistung (PS)         | 25                | 30                |
| Leistung (kW)         | 18,4              | 22                |
| Verbrauch             | 9 l / 100 km      | 9 l / 100 km      |
| Höchstgeschwindigkeit | 80 km/h           | 100 km/h          |
| Leergewicht           | 830 kg            |                   |
| Zul. Gesamtgewicht    | 1230 kg           |                   |
| Elektrik              | 6 Volt            | 6 Volt            |
| Länge                 | 3500 mm           | 3700 mm           |
| Breite                | 1540 mm           | 1765 mm           |
| Höhe                  | 1600 mm           | 1400 mm           |
| Radstand              | 2500 mm           | 2500 mm           |
| Spur vorne / hinten   | 1250 mm / 1250 mm | 1250 mm / 1250 mm |
| Wendekreis            | 12 m              | 12 m              |

- L2 = 2-türige Limousine
- Cb2 = 2-türiges Cabriolet
- R2 = 2-türiger Roadster